# 小野二郎 (寿司職人)
小野 二郎（おの じろう、1925年〈大正14年〉10月27日 - ）は、日本の鮨職人。すきやばし次郎創業者。「寿司の神様」との俗称も見られる。

## 概要
静岡県出身の鮨職人である。東京都にて「すきやばし次郎」を創業した。映画『二郎は鮨の夢を見る』への出演でも知られている。2022年時点でミシュラン史上最高齢の三つ星シェフで、2019年にギネス世界記録として認定された。

## 来歴

### 生い立ち
静岡県天竜市（当時は静岡県磐田郡）で生まれ、7歳から静岡県の料理店で奉公し、のちに東京で修業する。

### 鮨職人として

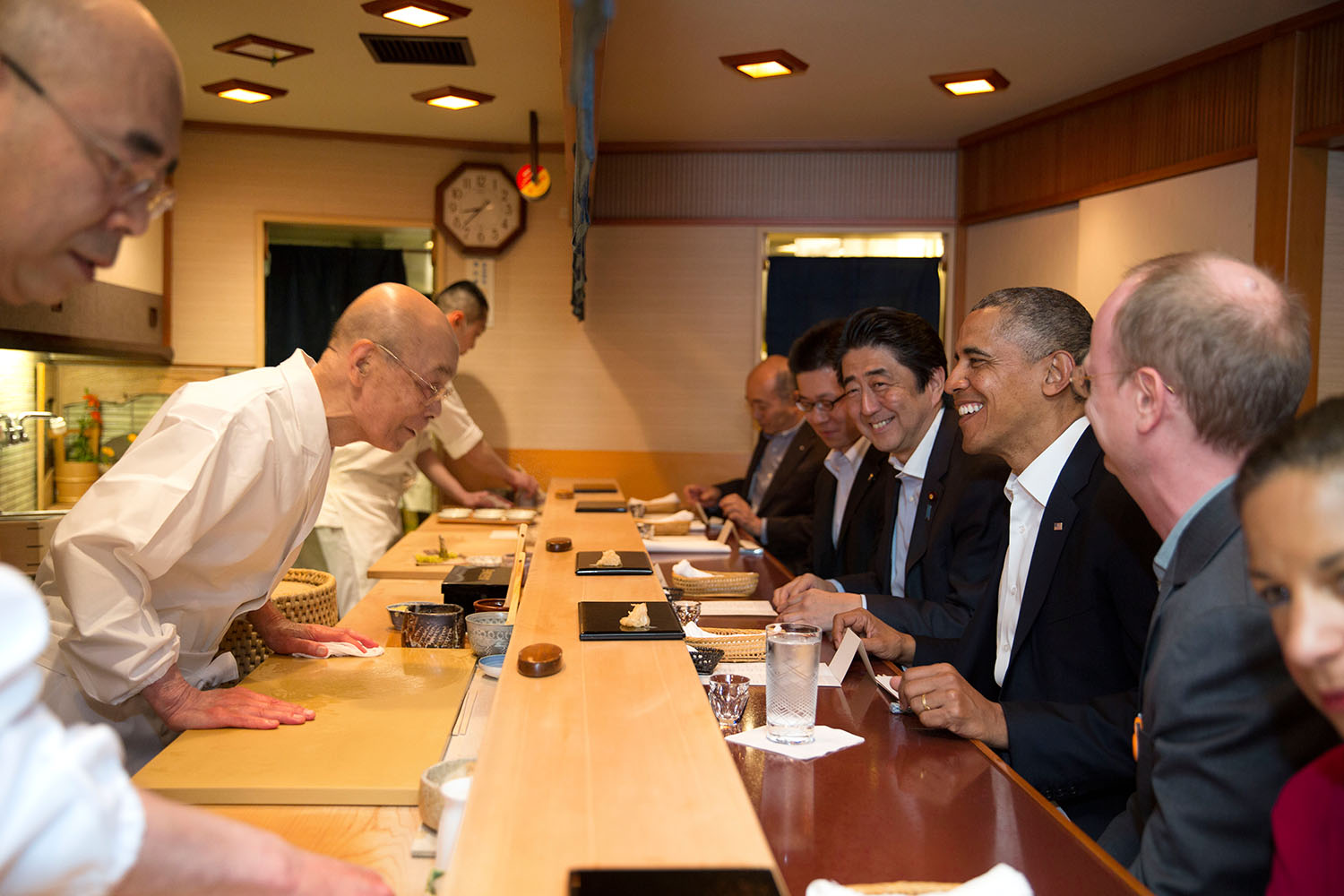
2014年4月、内閣総理大臣安倍晋三（右から4人目）、アメリカ合衆国大統領バラク・オバマ（右から3人目）らと

1951年に鮨職人となり、1965年に独立して現在地ですきやばし次郎を開店する。
2005年に「江戸時代以来のにぎり鮨の伝統を踏まえながら、常に新しい工夫を怠らず、江戸前の握り鮨の型と魂を継承している」として厚生労働省が卓越した技能者表彰により現代の名工に選出する。
2014年秋の叙勲で黄綬褒章を授かる。
2018年1月にポール・ボキューズが他界し、単独で世界最高年長の3つ星料理人となる。2019年3月に、93歳128日で「ミシュラン三つ星レストランの最高齢料理長 (Oldest head chef of a three Michelin star restaurant)」としてギネス世界記録として認定され、「第1回 Men's Beautyアワード Beautyライフスタイル部門」を受賞する。

## 人物
70歳で心筋梗塞に罹患して禁煙する。掌を護るために外出時は必ず手袋を着用する。

## すきやばし次郎

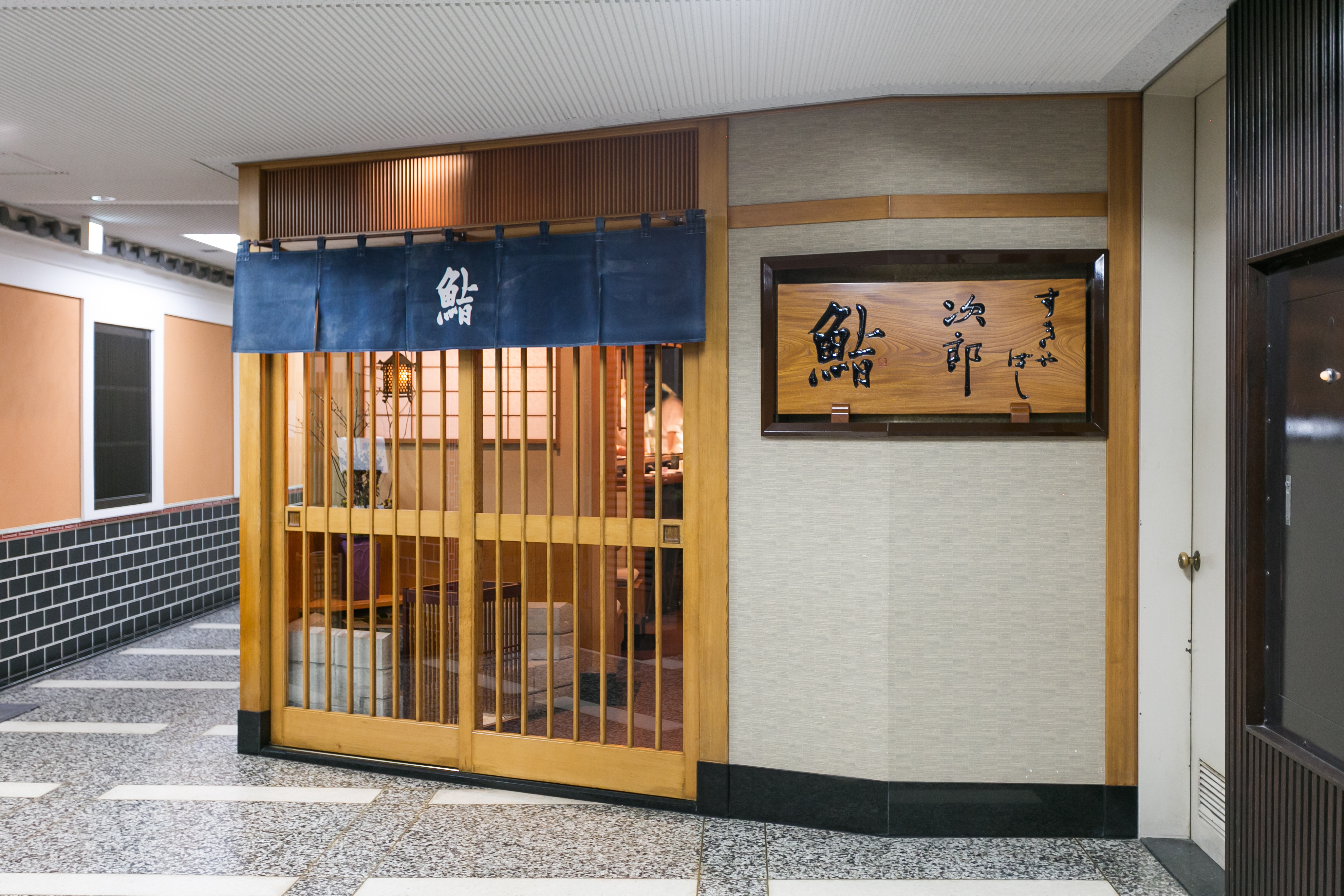
すきやばし次郎の外観

店内は板場10席。1994年にヘラルド・トリビューン・インターナショナル誌が世界のレストラン第6位に選出する。
2007年に日本で初めて出版されたミシュランガイド東京で、三つ星を得て以後2019年版まで連続するが、2020年版以降は「一般客の予約ができなくなったこと」を理由に掲載されず、2022年11月に一般客も電話予約が可能となるが、なぜか再掲載はない。
2014年4月に訪日したバラク・オバマ大統領と安倍晋三首相は、20時閉店後のすきやばし次郎で会食した。

## 家族
長男の小野禎一は、すきやばし次郎本店で店主として父とともに勤める。次男の小野隆士は2003年に独立し、六本木ヒルズのすきやばし次郎六本木店がミシュラン二つ星となる。

## 師弟
- 京橋「与志乃」吉野末吉を師匠とする。
- 閉店した三つ星店「鮨水谷」水谷八郎は兄弟弟子である。
- 弟子は100人以上おり、岡崎亮が2020年6月に「鮨あお」、増田励が2014年2月に「鮨ます田」、中澤大祐がニューヨークで、2018年3月に孫弟子の水上行宣が「鮨みずかみ」、など開業者も見られる。

## 賞歴
- 2005年 - 卓越した技能者表彰[2][4]。
- 2019年 - 第1回Men's Beauty アワード『Beautyライフスタイル』。

## 栄典
- 2014年 - 黄綬褒章[2]。

## 著書
- 小野二郎『すきやばし次郎 生涯一鮨職人』プレジデント社。ISBN 978-4-8334-1771-6。
- 早瀬圭一『鮨に生きる男たち』新潮社〈新潮文庫〉、2007年。ISBN 978-4-10-139005-5。
- 小野二郎、山本益博（監修）、管洋志（写真撮影）『鮨 すきやばし次郎 美・職・技』プレジデント社、2009年。ISBN 978-4-7661-2064-6。
  - 中国語版『Sushi』赵怡凡（翻訳）、2015年。ISBN 978-7512206991。
- 早乙女哲哉、小野二郎、金本兼次郎、小松正之（監修）『巨匠の技と心 江戸前の流儀』KADOKAWA（中経出版）、2009年。ISBN 978-4-8061-3273-8。

## 出演

### DVD
- プロフェッショナル 仕事の流儀 修行は、一生終わらない 鮨(すし)職人 小野二郎の仕事

### 映画
- 二郎は鮨の夢を見る（トランスフォーマー、2011年）